# 성자 (불교)
불교에서 성자(중국어: 聖者; 산스크리트어: आर्य 발음 ārya; 팔리어: ariya)는 성인(聖人)이라고도 하는데, 다음의 3가지 뜻이 있다. 이 가운데 세 번째의 것이 범부(凡夫, 산스크리트어: pṛthagjana)에 대하여 성자(聖者) 또는 성인(聖人)라고 할 때의 성자 또는 성인의 본래의 의미이다. 이에 따르면, 성자란 무루혜(無漏慧)의 일부를 성취함으로써 진정한 의미에서의 성도(聖道: 성스러운 길, 성자의 길, 완전한 깨달음에 이르는 길)에 들어선 사람들을 말한다.
1. 중생 제도를 위하여 출현한 부처나 보살 등을 말한다.
2. 덕이 높은 고승을 존칭하여 성자(聖者) 또는 성인(聖人)이라 부르기도 한다.
3. 무루혜(無漏慧)를 일부라도 성취한 사람을 말하며, 그렇지 못한 사람을 범부(凡夫)라고 한다. 무루혜를 성혜(聖慧), 무루성혜(無漏聖慧), 성지(聖智), 무루지(無漏智) 또는 간단히 무루(無漏)라고 부르기도 한다.
범부는 이생(異生, 산스크리트어: pṛthagjana) 또는 이생범부(異生凡夫)라고도 한다. 범부는 선업(善業)을 지어서 인(人) · 천(天)의 선취(善趣)에 태어나기도 하고, 악업(惡業)을 지어서 지옥(地獄) · 아귀(餓鬼) · 축생(畜生)의 악취(惡趣)에 태어나기도 한다. 이와 같이 범부는 그 태어나는 장소가 갖가지로 다르기 때문에 이생(異生)이라고 한다.

## 정의

### 성자
불교에서  성자(聖者) 또는 성인(聖人)은 무루혜(無漏慧)를 일부라도 성취한 사람을 말하며, 그렇지 못한 사람을 범부(凡夫)라고 한다. 《구사론》에서 세친은 지혜[慧]에 대해 다음과 같이 말하고 있는데,  이와 같은 이유로 불교에서는 무루혜를 성혜(聖慧), 무루성혜(無漏聖慧), 성지(聖智) 또는 무루지(無漏智), 또는 간단히 무루(無漏)라고 부르기도 한다.

慧有二種。有漏無漏。唯無漏慧立以聖名。

지혜[慧]에는 유루혜와 무루혜의 2가지 종류가 있는데 이 중에서 무루혜에만 '성(聖)'이라는 명칭을 쓴다.
— 《구사론》 제26권 〈7. 분별지품(分別智品)〉. 한문본 & 한글본

### 범부·이생
이생(異生, 산스크리트어: pṛthagjana)의 문자 그대로의 뜻은 '(성자와) 다른 생류(生類)'로, 범부(凡夫, 산스크리트어: pṛthagjana)와 동의어이다. 이생범부(異生凡夫)라고도 한다. 범부는 구역(舊譯)에서 사용되고 있는 용어이며 신역(新譯)에서는 이생이라는 용어가 사용되고 있다.
범부는 선업(善業)을 지어서 인(人) · 천(天)의 선취(善趣)에 태어나기도 하고, 악업(惡業)을 지어서 지옥(地獄) · 아귀(餓鬼) · 축생(畜生)의 악취(惡趣)에 태어나기도 한다. 이와 같이 범부는 그 태어나는 장소가 갖가지로 다르기 때문에 이생(異生)이라고 한다.
또는, 불상응행법의 하나인 비득(非得)과 관련하여 정의되기도 하는데, 이 경우 이생은 아직 성법(聖法: 성자의 법 또는 성스러운 법, 즉 聖智, 無漏智 또는 無漏慧)을 획득하지 못한 사람들, 즉 성법의 불획(不獲)을 자성으로 삼는 사람들을 말한다.

## 수행 계위
성인(聖人)의 계위에 들었다는 것은 무루혜(無漏慧)를 일부라도 성취했다는 것을 말한다. 3혜 또는 4혜와 같은 유루혜(有漏慧)와 성지(聖智: 성스러운 지혜 또는 성자의 지혜), 무루지(無漏智), 성혜(聖慧) 또는 무루성혜(無漏聖慧)라고도 불리는 무루혜(無漏慧)의 공통점은 모두 현세와 내세에서 자신과 타인에게 좋은 결과를 가져오는 지혜[慧], 즉 선혜(善慧: 선한 지혜, 착한 지혜)라는 것이다. 차이점은 유루혜는 번뇌를 약화시키기는 하지만 번뇌를 끊지는 못하는데, 이에 비해 무루혜는 번뇌를 끊을 수 있다는 것이다. 즉, 일정한 번뇌들에 대해 그것들을 끊는 무루혜가 발현된 후에는 마음(6식 또는 8식, 즉 심왕, 즉 심법)은 다시는 해당 번뇌들과는 상응하지 않게 되며 따라서 이들 번뇌들로 인한 괴로움을 다시는 받지 않게 된다. 따라서, 무루혜를 일부라도 성취했다는 것은 번뇌로부터 실제로 벗어나기 시작했으며 모든 번뇌로부터 멀리 떠난[遠離] 상태인 완전한 깨달음으로 나아가는 실제적인 단계에 접어들었다는 것을 의미한다.
즉, 무루혜(無漏慧)를 일부라도 성취했다는 것은, 달리 말하면, 불교의 수행 계위를 부파불교의 기준에 따라 가행도(加行道) · 견도(見道) · 수도(修道)로 나누어서 말할 때 견도위(見道位) 이상의 지위에 속해 있다는 것을 말한다. 즉, 성자(聖者)란 견도위와 수도위에 속한 사람들과 그리고 수행을 통해 완전한 깨달음을 증득하여 부처가 된 사람들을 말한다. 곧 4향4과(四向四果)에 든 사람들을 말한다. 대승불교의 유식유가행파에서는 수행 계위를 자량위(資糧位) · 가행위(加行位) · 통달위(通達位) · 수습위(修習位) · 구경위(究竟位)의 5위(五位)로 나누는데, 통달위(通達位)가 부파불교의 견도위(見道位)에 해당한다.
이에 대해 견도위(見道位) 아래의 계위에 속한 사람들, 즉 가행도에 속하거나 가행도에도 미치지 못한 사람들을 가리켜 범부(凡夫)라 한다. 이러한 구분 기준은 부파불교와 대승불교 모두에서 인정하고 있는 기준이며, 가행도위(加行道位)를 세분하여 4선근위(四善根位)에 속한 사람들을 내범(內凡)이라 하고, 3현위(三賢位)에 속한 사람들을 외범(外凡)이라 하며, 외범 이하는 저하(底下)의 범부라고 한다.

## 성인이 되는 길
《구사론》에서는 가행도에 있는 사람들이 비록 유루혜(有漏慧)이기는 하지만 선혜(善慧) 즉 좋은 결과를 가져올 뛰어난 세간의 지혜[世間慧]인 문혜(聞慧) · 사혜(思慧) · 수혜(修慧)의 3혜(三慧)를, 계(戒, 尸羅)에 머물면서, 부지런히 닦으며 계속 나아가게 되면 어느 순간엔가 문득 무루혜(無漏慧)의 일부를 증득하게 되고 그럼으로써 4향4과(四向四果)의 첫 번째인 예류향(豫流向) 즉 수다원(須陀洹)에 들게 된다고 말하고 있다.
그리고, 이러한 이유로 계(戒, 尸羅)에 머물면서 3혜(三慧)를 부지런히 닦는 것이 곧 견도(見道) 아래의 지위에 있는 사람들이 실천해야 할 바라고 말하고 있다. 여기서 유의해야 할 점은, 반드시 5계(五戒) 등과 같은 계를 지키는 상태에서 세간의 지혜를 닦아야 비로소 출세간의 지혜, 즉 무루혜가 발현된다는 것이며, 계를 지키지 않은 경우에는 세간의 지혜를 아무리 닦아도 결코 출세간의 지혜, 즉 무루혜가 발현되지 않는다는 점이다. 그리고, 문혜(聞慧) · 사혜(思慧) · 수혜(修慧)의 3혜(三慧)의 세간의 지혜 즉 유루혜의 대상이 세간법이 아닌 출세간법이여야 무루혜가 발현될 수 있다.
요약하자면, 5계와 10선의 계, 즉 세간법을 지키는 상태에서 출세간법에 대해 듣고(문혜), 스스로 생각하고(사혜), 그리고 그렇게 듣고 생각한 출세간법을 수행(수혜)하는 것을 꾸준히 해 나가면 반드시 어느 시점에서 무루혜가 발현되어, 비로소 진정한 수행자라고 할 수 있는 상태가 된다는 것이다.

## 세간법과 출세간법
선법(善法)은 크게 세간법(世間法) 즉 세간의 선법[世間善法]과 출세간법(出世間法) 즉 출세간의 선법[出世間善法]으로 나뉘는데, 5계(五戒) · 10선(十善)과 3혜(三慧) 또는 4혜(四慧)의 세간정견(世間正見) 등이 세간의 선법에 해당하며, 4성제(四聖諦) · 3학(三學) · 5온설(五蘊說) · 12연기설(十二緣起說) · 8정도(八正道) · 37도품(三十七道品) · 6바라밀(六波羅蜜) 등이 출세간의 선법에 해당한다.
세간의 선법은 자신과 세상을 편안하고 이익되게 하는 것으로 이번 생과 다음 생에서 편안한 과보를 받게 하는 선법을 말한다. 출세간의 선법은 세간을 벗어날[出] 수 있게 하는 선법, 즉, 세간(世間) 즉 3계(三界)를 뛰어넘어[出] 열반으로 들어갈 수 있게 하는 선법을 말한다. 즉, 생멸 변화하는 미혹한 세계를 벗어나 해탈 경계에 들어가기 위해 닦는 가르침과 수행법을 말한다.

### 고타마 붓다
《잡아합경》 제3권, 제61경 〈분별경(分別經)〉에서 고타마 붓다는 다음과 같이 5온, 특히 5취온(5수음)에 대해 설명하면서, 5온을  지혜(智慧, 慧: 여기서는 수다원과를 성취하기 전의 지혜를 말함; 즉 《성실론》에 따르면 3혜 또는 4혜의 유루혜, 또는 《구사론》에 따르면 유루혜와 수다원향에 진입하면서 성취한 무루혜)로써 깊이 사유(思惟)하고 관찰(觀察)하고 분별(分別)하고 체득[忍]하는 것을 통해 유신견(有身見, 身見: 몸 또는 5온의 일부 또는 전체를 '나'라고 집착하는 견해) · 계금취견(戒禁取見, 戒取: 도가 아닌 것을 도라고 집착하는 견해) · 의(疑: 의심)의 3결(三結: 3가지 결박)을 극복하고 범부의 지위를 초월하여 4향4과 중 첫 번째의 과(果)인 수다원과(須陀洹果, 豫流果)를 성취하게 될 것이며, 계속하여 수행해 가면 나아가 아라한과(阿羅漢果)를 증득하게 될 것이라고 말하고 있다. 그리고 5취온이 완전히 극복된 상태, 즉 5무루온의 상태가 곧 열반(涅槃), 즉 완전한 깨달음, 즉 아뇩다라삼먁삼보리의 상태라고 말하고 있다.
즉, 고타마 붓다는 이 소경(小經)에서 유신견(有身見) · 계금취견(戒禁取見) · 의(疑)의 3결(三結)을 끊어내는 무루혜가 증득된 상태가 곧 수다원과(須陀洹果, 豫流果)라고 말하고 있다. 달리 말하면, [수다원과 이상의] 모든 성인에게는 유신견(有身見) · 계금취견(戒禁取見) · 의(疑)의 3가지 번뇌가 없다고 말하고 있다.
爾時。世尊告諸比丘。
有五受陰。何等為五。謂色受陰。受．想．行．識受陰。
云何色受陰。所有色。彼一切四大。及四大所造色。是名為色受陰。

復次。彼色是無常．苦．變易之法。若彼色受陰。永斷無餘。
究竟捨離．滅盡．離欲．寂沒。餘色受陰更不相續．不起．不出。
是名為妙。是名寂靜。是名捨離一切有餘愛盡．無欲．滅盡．涅槃。
云何受受陰。謂六受身。何等為六。謂眼觸生受。耳．鼻．舌．身．意觸生受。是名受受陰。

復次。彼受受陰無常．苦．變易之法。乃至滅盡．涅槃。
云何想受陰。謂六想身。何等為六。謂眼觸生想。乃至意觸生想。是名想受陰。

復次。彼想受陰無常．苦．變易之法。乃至滅盡．涅槃。
云何行受陰。謂六思身。何等為六。謂眼觸生思。乃至意觸生思。是名行受陰。

復次。彼行受陰無常．苦．變易之法。乃至滅盡．涅槃。

云何識受陰。謂六識身。何等為六。謂眼識身。乃至意識身。是名識受陰。

復次。彼識受陰是無常．苦．變易之法。乃至滅盡．涅槃。
比丘。若於此法以智慧思惟．觀察．分別．忍。是名隨信行。
超昇離生。越凡夫地。未得須陀洹果。中間不死。必得須陀洹果。
比丘。若於此法增上智慧思惟．觀察．忍。是名隨法行。
超昇離生。越凡夫地。未得須陀洹果。中間不死。必得須陀洹果。
比丘。於此法如實正慧等見。三結盡斷知。謂身見．戒取．疑。
比丘。是名須陀洹果。不墮惡道。必定正趣三菩提。七有天人往生。然後究竟苦邊。
比丘。若於此法如實正慧等見。不起心漏。名阿羅漢。
諸漏已盡。所作已作。捨離重擔。逮得己利。盡諸有結。正智心得解脫。
— 《잡아합경》 제3권, 제61경 〈분별경(分別經)〉.
한문본

그 때 고타마 붓다는 모든 비구들에게 말하였다.
"5수음이 있다. 5수음이란 무엇인가? 색수음 · 수수음 · 상수음 · 행수음 · 식수음을 말한다.
색수음(色受陰)이란 무엇인가? 존재하는 모든 색을 말한다. 일체의 색은 4대이거나 4대로 만들어진 색(色)이니, 이것을 색수음이라 한다. 또한 이 색수음[色]은 무상(無常)하고 괴로[苦]우며 변하고 바뀌는[變易, 空] 법이다. 만일 이 색수음을 영원히 끊어 남김이 없게 하고, 그 궁극까지 버리고 떠나고, [색수음을] 완전히 멸(滅)하고, [색수음에 대한] 탐욕[欲]을 떠나고, [색수음을] 고요히 사라지게 한다[寂沒]면, 다른 색수음이 다시는 상속(相續: 이어짐, 계속됨)하지 않고, 일어나[起]지도 않으며, 나오[出]지도 않을 것이다. 이것을 묘함[妙]이라 하고, 적정(寂靜: 고요함)이라 하고, 일체의 남은 애탐[愛]을 버리고 떠나 다 소멸시킨 것이라 하고, 무욕(無欲)이라 하고, 멸진(滅盡)이라 하고, 열반(涅槃)이라 한다.
수수음(受受陰)이란 무엇인가? 6수신(六受身)을 말한다. 6수신이란 무엇인가? 안촉생수(眼觸生受: 안촉으로 생기는 수) · 이촉생수(耳觸生受) · 비촉생수(鼻觸生受) · 설촉생수(舌觸生受) · 신촉생수(身觸生受) · 의촉생수(意觸生受: 의촉으로 생기는 수)를 말하며, 이것들을 수수음이라 한다. 또한 이 수수음은 무상(無常)하고 괴로[苦]우며 변하고 바뀌는[變易, 空] 법이다.……(내지)……멸진(滅盡)이라 하고, 열반(涅槃)이라 한다.
상수음(想受陰)이란 무엇인가? 6상신(六想身)을 말한다. 6상신은 무엇인가? 안촉생상(眼觸生想: 안촉으로 생기는 상) 내지 의촉생상(意觸生想: 의촉으로 생기는 상)을 말하며, 이것들을 상수음이라 한다. 또한 이 상수음은 무상(無常)하고 괴로[苦]우며 변하고 바뀌는[變易, 空] 법이다.……(내지)……멸진(滅盡)이라 하고, 열반(涅槃)이라 한다.
행수음(行受陰)이란 무엇인가? 6사신(六思身)을 말한다. 6사신은 무엇인가? 안촉생사(眼觸生思: 안촉으로 생기는 사)부터 의촉생사(意觸生思: 의촉으로 생기는 사)까지를 말하며, 이것들을 행수음이라 한다. 또한 이 행수음은 무상(無常)하고 괴로[苦]우며 변하고 바뀌는[變易, 空] 법이다.……(내지)……멸진(滅盡)이라 하고, 열반(涅槃)이라 한다.
식수음(識受陰)이란 무엇인가? 6식신(六識身)을 말한다. 6식신은 무엇인가? 안식신(眼識身: 안식의 집합)으로부터 의식신(意識身: 의식의 집합)까지를 말하며, 이것들을 식수음이라 한다. 또한 이 식수음은 무상(無常)하고 괴로[苦]우며 변하고 바뀌는[變易, 空] 법이다.……(내지)……멸진(滅盡)이라 하고, 열반(涅槃)이라 한다.
비구들이여, 만일 이 법[5온]을 지혜(智慧: 3혜 또는 4혜의 유루혜, 또는 유루혜와 수다원향에 진입하면서 성취한 무루혜; 여기서는, 증상지혜와 대비되는 말로서, 비록 뛰어나지는 않으나, 깊은 믿음을 바탕으로 하는 유루혜, 또는 이러한 유루혜와 수다원향에 진입하면서 성취한 무루혜를 말함)로써 깊이 사유하고 관찰하고 분별하고 체득[忍]한다면 이러한 수행을 '수신행(隨信行: 믿음에 따른 수행, 믿음에 따라 사는 것)'이라 한다. [수신행을 통해] 그는 뛰어오를 것이며, 태어남을 벗어날 것이며, 범부의 지위를 넘어갈 것이며, 아직 수다원과(須陀洹果)를 얻지 못한 상태일지라도 [수다원과를 얻지 못한 상태에서] 중간에 죽거나 하지 않을 것이며 반드시 수다원과를 얻을 것이다.
비구들이여, 만일 이 법[5온]을 증상지혜[增上智慧: 뛰어난 3혜 또는 4혜의 유루혜, 또는 유루혜와 수다원향에 진입하면서 성취한 무루혜]로써 깊이 사유하고 관찰하고 분별하여 체득[忍]한다면 이러한 수행을 '수법행(隨法行: 법에 따른 수행, 법에 따라 사는 것)'이라 한다. [수법행을 통해] 그는 뛰어오를 것이며, 태어남을 벗어날 것이며, 범부의 지위를 넘어갈 것이며, 아직 수다원과(須陀洹果)를 얻지 못한 상태일지라도 [수다원과를 얻지 못한 상태에서] 중간에 죽거나 하지 않을 것이며 반드시 수다원과를 얻을 것이다.
비구들이여, [수신행 또는 수법행의 수행을 계속해 간다면, 그 어느 즈음에서] 이 법[5온]을 여실정혜[如實正慧: 참다운 바른 지혜, 즉 무루혜]로써 있는 그대로 보게 되고[等見: 즉, 일부의 번뇌 즉 3결에 대해 무루혜를 증득하게 되고], 3결(三結: 3가지 결박)이 완전히 끊어진 상태[에 도달했다]라는 것을 알게(경험하게, 증득하게) 될 것이다. 3결이란 신견(身見: 유신견, 몸을 나라고 보는 소견)과 계취(戒取: 계금취견, 도가 아닌 것을 도라고 보는 소견)와 의(疑: 의심)를 말한다. 비구들이여, [3결이 완전히 끊어진] 이러한 상태를 수다원과(須陀洹果)라 한다. [수다원과를 성취한 후에는 마음은 다시는] 악도(惡道)에 떨어지지 않고 반드시 아뇩다라삼먁삼보리[三菩提, 완전한 깨달음, 등정각, 구경각]로 곧장 바르게 나아가 일곱 번 천상계와 인간계로 왕생[七有天人往生]한 후에 완전히 괴로움을 벗어날 것이다[究竟苦邊].
비구들이여, [수신행과 수법행 단계 너머의 수행을 계속해 간다면, 그 어느 즈음에서] 이 법[5온]을 [즉, 일체법을] 여실정혜[如實正慧: 참다운 바른 지혜, 즉 무루혜]로써 있는 그대로 보게 되고[等見: 즉, 모든 번뇌에 대해 무루혜를 증득하게 되고, 즉 완전한 깨달음을 성취하게 되고], 마음에 [더 이상 아무런] 번뇌[漏]도 일어나지 않[는 상태에 도달했다는 것을 알]게 될 것이다. [마음에 아무런 번뇌도 더 이상 일어나지 않는] 이러한 상태를 아라한(阿羅漢)이라 한다. [이 상태는] 모든 번뇌가 완전히 다한 상태이며, 할 일을 완전히 마친 상태이며, 무거운 짐을 벗은 상태이며, 자리[己利, 自利]를 완전히 성취한 상태이며, 모든 결박[結]을 끊은 상태이며, 바른 지혜[正智, 즉 등정각, 구경각, 완전한 깨달음]로써 마음이 해탈을 증득한 상태이다."
— 《잡아합경》 제3권, 제61경 〈분별경(分別經)〉.
한글본

### 용수
출세간의 선법의 경우 엄밀히 수행법만을 말하자면, 8정도(八正道) · 37도품(三十七道品) · 6바라밀(六波羅蜜)이 있는데, 이 가운데 8정도(八正道)는 37도품(三十七道品)의 7번째 그룹에 해당하고, 6바라밀(六波羅蜜)은 초기불교의 37도품(三十七道品)이 대승불교에 의해 종합되어 새로운 형태로 제출된 것이므로 출세간의 선법이란 37도품(三十七道品)을 말하는 것이라 할 수 있다. 이러한 취지에서 대승불교의 주요 인물인 용수는 《대지도론》 제30권에서 선법(善法)에 관련된 질문에 다음과 같이 답하고 있다.

問曰： 善法亦有三果： 下者為人，中者為天，上者涅槃。

答曰： 是中 不應說涅槃，但應分別眾生果報住處， 涅槃非報故。
善法有二種：一者、三十七品能至涅槃，二者、能生後世樂。今但說受身善法，不說至涅槃善法。

世間善有三品：上分因緣故，天道果報；中分因緣故，人道果報；下分因緣故，阿修羅道果報。
— 《대지도론》 제30권. 한문본

[문] [6도(六道)와 관련된] 착한 법에도 역시 세 가지 과보가 있나니, 아래는 사람이요 중간에는 하늘이며 맨 위는 열반이다.

[답] [6도(六道)에 대해 논의하고 있는] 여기서는 열반을 말하지 않아야 한다. 다만 중생이 과보로서 머무를 곳만을 분별해야 하나니, [6도 즉 3계를 벗어난 상태인] 열반은 [6도(六道)의] 과보가 아니기 때문이다. 착한 법[善法]에는 두 가지가 있다. 첫째는 37품(三十七品, 즉 37도품)으로 열반에 이르게 하는 것이고, 둘째는 다음생[後世]의 즐거움을 내게 하는 그것이다. 지금은 다만 몸을 받는 착한 법[受身善法]을 말할 뿐이요 열반에 이르는 착한 법[至涅槃善法]은 말하지 않는다.

세간의 선[世間善]에는 세 가지가 있다. 위 갈래[上分]의 인연 때문에 천도(天道)의 과보가 있고, 중간 갈래[中分]의 인연 때문에 인도(人道)의 과보가 있으며, 아래 갈래[下分]의 인연 때문에 아수라도(阿修羅道)의 과보가 있다.
— 《대지도론》 제30권. 한글본

### 분별공덕론
한편, 대승불교적 입장에서 《증일아함경》을 주석한 논서인 《분별공덕론(分別功德論)》에서는 선법(善法)을 계(戒)로, 세간의 선법을 속계(俗戒)로, 출세간의 선법을 도계(道戒)로 칭하고 있는데, 계(戒)는 크게 속계(俗戒)와 도계(道戒)로 나뉘며, 5계와 10선이 속계(俗戒)에 해당하고 3삼매(三三昧)와 4성제(四聖諦)의 묘혜(妙慧: 신묘한 지혜)가 도계(道戒)에 해당한다고 말하고 있다. 그리고 도계(道戒)와 합치된 상태, 즉 3삼매(三三昧)를 성취한 상태, 즉 4성제(四聖諦)의 묘혜(妙慧)가 성취된 상태, 즉 3계(三界)를 벗어난 상태를 이루기 위해서는 혜(慧: 즉, 일부의 무루혜도 성취되지 않은 상태에서는 3혜 또는 4혜의 유루혜, 일부의 무루혜를 성취한 상태에서는 그 무루혜와 유루혜)로써 계(戒: 즉 속계, 즉 5계와 10선)를 제어함으로써 무루(無漏: 즉 무루혜, 무루지, 성혜, 무루성혜)를 성취해야 한다고 말하고 있다.

夫戒有二。有俗戒有道戒。

五戒十善為俗戒。三三昧為道戒。二百五十戒至五百戒。亦是俗戒。四諦妙慧為道戒也。

但行安戒不出三界。以慧御戒。使成無漏乃合道戒。
— 《분별공덕론》 제2권. 한문본

대체로 계(戒)에 두 가지가 있다. 속계(俗戒)와 도계(道戒)이다.

5계(五戒)와 10선(十善)은 속계에 해당하며[為], 3삼매(三三昧)는 도계에 해당한다[為]. 250계부터 500계도 역시 속계이며, [이와는 달리] 4성제[四諦]의 묘혜(妙慧)는 도계에 해당한다[為].

단지 계(戒: 즉 속계)를 행하는 데 안주해서는 3계(三界)를 벗어나지 못한다. [도계, 즉 3삼매와 4성제를 대상으로 하는] 혜(慧: 즉 유루혜와 성취한 무루혜)로써 계(戒: 즉 속계)를 제어함으로써 [마음(6식 또는 8식, 즉 심왕, 즉 심법)으로 하여금] 무루(無漏: 번뇌를 끊음)를 성취하게 하여야[以慧御戒 使成無漏] 곧 도계(道戒)에 합치[合]한다.
— 《분별공덕론》 제2권. 한글본

### 세친
또한, 부파불교의 설일체유부의 교학을 집대성한 논서인 《구사론》에서 세친은 5계(五戒) · 10선(十善)의 계를 지키면서 3혜(三慧) 또는 4혜(四慧)의 세간정견(世間正見)을 부지런히 닦는 것이 무루혜의 일부를 성취하는 길, 즉 성도(聖道: 성스러운 길, 완전한 깨달음에 이르는 길)에 들어가는 길이라고 말하고 있다.

應說云何方便勤修趣見諦道。
頌曰。

 將趣見諦道 應住戒勤修

 聞思修所成 謂名俱義境

論曰。諸有發心將趣見諦。應先安住清淨尸羅然後勤修聞所成等。謂先攝受順見諦聞。聞已勤求所聞法義。聞法義已無倒思惟。思已方能依定修習。行者如是住戒勤修。依聞所成慧起思所成慧。依思所成慧起修所成慧。
— 《구사론》 제22권. 한문본

이제 마땅히 어떠한 방편을 부지런히 닦아야 견도[見諦道: 즉 진리를 관찰하는 도]로 나갈 수 있는지에 대해 논설해 보아야 할 것이다.
게송으로 말하겠다.

 장차 진리를 관찰하는 도[見諦道]로 나아가려는 이는

 마땅히 계(戒)에 머물면서 문(聞)·사(思)·수(修)로써

 성취되는 바를 부지런히 닦아야 할 것이니

 이를테면 말과, 말과 뜻과, 뜻이 그것의 경계이다.

 將趣見諦道 應住戒勤修

 聞思修所成 謂名俱義境

논하여 말하겠다. 온갖 유정으로서 발심하여 장차 진리를 관찰하는 도[見諦]로 나아가려는 자는 마땅히 먼저 청정한 시라(尸羅, 즉 계율)에 안주하고, 그런 연후에 문소성혜(聞所成慧) 등을 부지런히 닦아야 한다. 이를테면 먼저 진리의 관찰[見諦]에 수순하는 청문(聽聞: 들음)을 섭수하고, 듣고 나서는 들은 법의 뜻[法義]을 부지런히 추구하며, 법의 뜻을 듣고 나서 전도됨이 없이 사유(思惟)해야 하니, 사유[思]하고 나서야 비로소 능히 선정[定]에 의지하여 수습(修習)할 수 있는 것이다. 즉 수행자는 이와 같이 계(戒)에 머물면서 부지런히 닦아 문소성혜(聞所成慧)에 의해 사소성혜(思所成慧)를 일으키고, 사소성혜에 의해 수소성혜(修所成慧)를 일으키게 되는 것이다.
— 《구사론》 제22권. 한글본

## 같이 보기
- 와일리 표기법
- THL 간체 음성 표기

## 참고 문헌
- 미륵 지음, 현장 한역, 강명희 번역 (K.614, T.1579). 《유가사지론》. 한글대장경 검색시스템 - 전자불전연구소 / 동국역경원. K.570(15-465), T.1579(30-279).
- 세친 지음, 현장 한역, 권오민 번역 (K.955, T.1558). 《아비달마구사론》. 한글대장경 검색시스템 - 전자불전연구소 / 동국역경원. K.955(27-453), T.1558(29-1).
- 실역인명(失譯人名), 이태승 번역 (K.973, T.1507). 《분별공덕론》. 한글대장경 검색시스템 - 전자불전연구소 / 동국역경원. K.973 (29-486), T.1507 (25-30).
- 용수 지음, 구마라습 한역, 김성구 번역 (K.549, T.1509). 《대지도론》. 한글대장경 검색시스템 - 전자불전연구소 / 동국역경원. K.549(14-493), T.1509(25-57).
- 운허.  동국역경원 편집, 편집. 《불교 사전》.
- (중국어) 미륵 조, 현장 한역 (T.1579). 《유가사지론(瑜伽師地論)》. 대정신수대장경. T30, No. 1579. CBETA. [깨진 링크(과거 내용 찾기)]
- (중국어) 星雲. 《佛光大辭典(불광대사전)》 3판. 2011년 3월 19일에 원본 문서에서 보존된 문서. 2012년 11월 11일에 확인함.
- (중국어) 세친 조, 현장 한역 (T.1558). 《아비달마구사론(阿毘達磨俱舍論)》. 대정신수대장경. T29, No. 1558, CBETA. 2012년 10월 29일에 원본 문서에서 보존된 문서. 2012년 11월 11일에 확인함.
- (중국어) 실역인명(失譯人名) (T.1507). 《분별공덕론(分別功德論)》. 대정신수대장경. T25, No. 1507, CBETA. [깨진 링크(과거 내용 찾기)]
- (중국어) 용수 조, 구마라습 한역 (T.1509). 《대지도론(大智度論)》. 대정신수대장경. T25, No. 1509, CBETA. 2014년 3월 22일에 원본 문서에서 보존된 문서. 2012년 11월 12일에 확인함.